# La Poste (Sénégal)
Pour les articles homonymes, voir La Poste.
 (janvier 2021).
Si vous disposez d'ouvrages ou d'articles de référence ou si vous connaissez des sites web de qualité traitant du thème abordé ici, merci de compléter l'article en donnant les références utiles à sa vérifiabilité et en les liant à la section « Notes et références ».
La Poste, société nationale de la république du Sénégal, est l’opérateur public du service postal en Afrique occidentale. Bénéficiant du statut de société nationale 1995, elle représente le seul opérateur public responsable du service postal universel.

## Historique
- 1879 : Organisation similaire à celle de la Poste française[3].
- 1893 : Organisation postale au niveau de toute l’AOF. Abdoulaye Seck Marie Parsine[4] fut le premier directeur des postes du Sénégal et de la Mauritanie, de 1893 à 1924.
- 3 octobre 1960 : Création de l’Office des postes et télécommunications par ordonnance no 6022.
- 23 juillet 1985 : La balkanisation des Postes et des Télécommunications par la loi no 8535 et création de l'Office des postes et des caisses d'épargne (OPCE), une entreprise publique à caractère industriel et commercial[5].
- 29 août 1995 : Changement de statut de l’OPCE pour devenir la Société nationale la poste par la loi No 9524, qui offre à l’organisme public une plus grande autonomie de gestion dans l’exercice de sa mission.
- 2005 : Le 23 décembre fut créée la filiale Poste Finances, filiale parabancaire qui ouvre ses portes le 2 janvier 2006 sous la forme d’une SA dont le capital est détenu intégralement par la SN la Poste.
- 2006 : Création de la filiale EMS.
- 2018 : La Poste sénégalaise opère le « plus grand réseau VSAT du pays »[6].

## Description

### Activités
Au niveau de l’économie nationale, La Poste africaine dispose de nombreux atouts. En effet, elle dispose d'un réseau dont la taille n'est pas négligeable ainsi que d'un système de drainage et d’orientation de l’épargne au service des politiques publiques. Ajouté à cela, elle emploie beaucoup de salariés, compte de nombreux investissements. L'objectif apparaît clairement : il s'agit de faire de La Poste un levier de croissance (acteur de développement) dans le contexte d’un Sénégal Émergent par une approche innovante et fiable (sûre) tournée vers le multi-services. C'est-à-dire, diversifier son offre de services en s’appuyant sur les technologies de l’information et de la communication. Deux axes sont suivis : la croissance des produits connexes au courrier (e-commerce, courrier hybride…) d’une part, et d’autre part l’anticipation des nouveaux acteurs entrants sur ses marchés traditionnels des services financiers.
Étant un démembrement de l’État et au regard de sa mission de service public, La Poste est tenue d’accompagner les orientations politiques définies par les pouvoirs publics. À ce titre, elle compte se positionner comme acteur leader de la politique d’inclusion sociale et financière dans le contexte du Plan Sénégal Émergent.

### Missions
La loi no 2006-01 du 4 janvier 2006 portant Code des Postes expose les différentes missions de la Poste :
- Assurer le service postal universel
- Fournir le service financier postal
- Exécuter tout autre service obligatoire et mission d’intérêt général confiée par l’État

#### Service postal universel
La fourniture du service postal universel et plus généralement du service public des postes est subordonnée à la conclusion d’une convention de concession entre l’État et l’opérateur postal chargé du service postal universel.
Ces services de qualité déterminés et contrôlés, doivent être fournis de manière permanente et régulière sur toute l’étendue du territoire national conformément aux textes réglementaires en vigueurs.
Le service postal universel comprend :
- la collecte, le tri, l’acheminement et la distribution d’envois postaux ;
- les services relatifs aux envois postaux recommandés et aux envois ;
- l’émission et le paiement de mandats de poste.

#### Les services financiers postaux comprennent
- le service des chèques postaux ;
- le service des mandats ;
- le service des valeurs à recouvrer et des envois contre remboursement ;
- le service de caisse d’épargne postale ;
- tout autre service, quelle qu’en soit la dénomination, se rapportant à des prestations similaires. Ainsi il capitalise un historique dans la collecte de l’épargne, l'inclusion financière et la canalisation des prestations sociales (IPRESS, ONG…).

#### Les Services obligatoires et missions d’intérêt général
L’État peut confier des services obligatoires et des missions d’intérêt général à La Poste, dans le but notamment de concourir :
- à certaines missions administratives ou économiques de l’État ;
- à certaines missions spécifiques de l’État en matière de défense et de sécurité ;
- à la réalisation de la politique de l’État en matière d’aménagement du territoire ;
- à la fourniture des prestations et opérations qui doivent être rendues gratuitement ou à des conditions financières préférentielles au profit de certains usagers ou pour favoriser certaines activités physiques ou morales.

## L’administration
Elle est administrée par un Conseil d’administration (CA) composé d’administrateurs désignés par certaines institutions publiques (la Primature, le Conseil Économique et Social, certains ministères et l’Assemblée nationale) ou des organismes représentatifs des consommateurs et des travailleurs de la société. 
Le CA est présidé par un administrateur nommé par décret. Il délibère sur toutes mesures concernant la gestion de l’entreprise. 
Dans l’intervalle des réunions du CA, un Conseil de direction (CD) assure un contrôle permanent de la gestion de la société. Le CD est présidé par le président du CA (Statut SN la poste).
Le Directeur général, nommé par décret sur proposition du Ca et après avis du ministre des postes, assure la gestion de l’entreprise et veille à l’exécution des décisions prises par les organes délibérants (CA et Assemblée générale).

## Statut juridique
La Poste appartient à la catégorie des entreprises du secteur parapublic du fait de son statut de Société nationale. En effet la loi 95-24 du 29 aout 1995 a autorisé sa création et le décret 95-1067 du 27 novembre 1995 a approuvé les statuts de la poste. Ces dispositions lui confèrent une plus grande autonomie de gestion dans l’exercice de sa mission.
C’est une société par action de droit privé dont le capital est intégralement souscrit par l’État du Sénégal.
En 2006, elle crée deux sociétés anonymes : POSTEFINANCES et EMS (Express Mail service) qui sont chargées respectivement des services financiers postaux (caisse d’épargne et chèques postaux) et des services de courrier rapide et hybride.
Dès lors, elle devient un groupe avec une société mère et deux filiales.

## Relations internationales
Le Groupe la Poste est membre d’un certain nombre d’organisations internationales : l’UPU; l’UPAP; la CPEAO et l’IMCE.

### L'Union postale universelle (UPU)
L’Union postale universelle est la plus importante. Elle est un organe du système des Nations unies dont le siège est à Berne (Suisse). Créée le 09 octobre 1874, elle constitue la plus ancienne organisation internationale au monde. Sa fonction est de fixer les règles d’échange du courrier international, la formulation de recommandations pour stimuler la croissance des volumes de la poste aux lettres, des colis, des services financiers et l’amélioration de la qualité de service. 
Elle contribue à réduire la «fracture postale» entre les pays industrialisés et ceux en développement en assurant le transfert de savoir-faire. Ainsi à travers la coopération, elle permet le renforcement des postes membres telles que la poste du Sénégal. 
Dans la mise en œuvre, il s’agit de plans et projets régionaux et nationaux :
- Le plan de développement régional (PDR): un document stratégique détaillant la mise en œuvre régionale des activités de la coopération technique.
- Les plans intégraux de réforme et de développement postal (PIDEP): Aide à la réforme postale basée sur des analyses nationales, permettant de fixer une stratégie de développement du secteur et des services postaux.
- Les projets intégrés pluriannuels (PIP) couvrant l’expertise, l’achat d’équipement et la formation.
- Le Fonds pour l'amélioration de la qualité de service (FAQS): Depuis 2001, le Fonds pour l'amélioration de la qualité de service (FAQS) de l'UPU finance chaque année plusieurs dizaines de projets dans les pays en développement pour renforcer le réseau postal mondial.
- Le Fonds Carbone: La poste sénégalaise est membre fondateur de ce fonds, mis en place lors du Congrès de Doha en 2012. L’objectif principal est de permettre aux postes des pays industrialisés de compenser leurs émissions en finançant des projets verts pour les postes dans les pays en développement (énergies renouvelables, transports propres, etc.). En ce qui concerne le financement du fonds, il est constitué des cotisations obligatoires et des contributions volontaires éventuelles des membres fondateurs.

### L’Institut Mondial des Caisses d’épargne (IMCE)
C’est une institution internationale dont le siège se trouve à Bruxelles, elle regroupe plus de 6000 caisses d’épargne dans plus de 80 pays dans le monde dont près de la moitié en Afrique. Elle a comme principales missions de : Promouvoir les intérêts et de renforcer les capacités de ses membres, Servir de plateforme d’échange d’expériences et de meilleures pratiques en matière de collecte d’épargne.

### L’Union Panafricaine des Postes (UPAP)
C’est une institution spécialisée de l’Union Africaine, créée en 1980. Elle fait suite à une décision de la Conférence des plénipotentiaires réunissant 35 pays membres de l’OUA à Arusha en république unie de Tanzanie. Le but visé de l’Union est la coordination des activités de développement des services postaux en Afrique.

### La Conférence des Postes des États de l’Afrique de l’Ouest (CPEAO)
C’est une organisation sous régionale qui regroupe les administrations postales des États de l’Afrique de l’Ouest. Ses principales sont :
- Élaborer pour la CEDEAO, une directive régionale pour le développement du secteur postal.
- Faire des Postes, un des acteurs majeurs de la construction de l’espace commun Ouest Africain.
- Faire adopter l’infrastructure postale comme essentielle au développement national et régional et l’inscrire dans les priorités des États et de la Région.
- Construire un espace postal unique ouest Africain avec une politique et des stratégies harmonisées.
- Promouvoir un réseau postal efficace et viable, offrant des produits et services innovants, compétitifs et abordables.

## Organisation
Le Groupe La Poste est constituée de trois sociétés distinctes du point de vue de l’exploitation : la SN LA POSTE, POSTEFINANCES et EMS Sénégal.

### Les services centraux
La direction générale comprend des directions centrales (et structures assimilées), des conseillers techniques (et personnes assimilées) et des directions régionales.
- Les Directions Centrales sont des organes fonctionnels (elles jouent alors le rôle d’assistance pour les activités principales d’exploitation) et/ou des organes opérationnels (elles concourent alors directement à l’activité de l’entreprise).
- Les Conseillers Techniques, les Chargés de missions et Assimilés assistent le directeur général. Ils donnent à ce dernier des avis sur les questions concernant leurs domaines de compétences, traitent les dossiers qu’il leur confie, le représentent à certaines réunions et effectuent certaines missions à sa demande.
- Les Directions Régionales sont placées sous l’autorité du directeur général. Elles sont chargées d’assurer la gestion administrative, commerciale, technique et financière des établissements postaux de leurs zones de compétences.

### Les services d’exploitation
L’exploitation des activités postales est assurée par les bureaux de poste et les établissements ou centres spécialisés.

#### Les bureaux de poste
Les bureaux de poste dépendent hiérarchiquement des directions régionales et constituent l’interface entre La Poste et sa clientèle. Ils assurent la promotion et la vente des produits postaux.
Le bureau de poste, placé sous l’autorité d’une personne dénommée receveur, comprend généralement 4 fonctions : le service des guichets, le service des arrières ; le Bureau d’ordre et la comptabilité.
Le bureau de poste, également appelé «bureau de plein exercice» peut selon son importance avoir des bureaux annexes et ou des guichets annexes. 

#### Les services (ou centres) spécialisés
Un service ou centre spécialisé est une structure extérieure dépendant d’une direction centrale et chargée de la gestion d’un domaine technique donné. Il est placé sous l’autorité d’un chef de service ou de centre. Comme service ou centre spécialisé, on peut citer:
- Les centres de traitement du courrier (centre de tri, centre autonome de distribution, centre de Dakar Messagerie…);
- Le centre de contrôle des mandats et des transferts;
- Le centre de la comptabilité des bureaux (CCB);
- Les services techniques (École Nationale des Postes de Rufisque, service médical, Atelier Potou).

#### Postefinances
De manière générale elle collecte, mobilise et valorise l’épargne, gère des comptes courants et effectue des transferts domestiques et internationaux,.
En détail, les produits et services financiers proposés sont: des comptes courants postaux (CCP), des comptes d’épargne, un fonds commun de placement (Postefinances Horizon), bourse familiale, etc.
Postefinances a aussi des activités secondaires qui se résument à des partenariats à caractère social: le paiement des prestations sociales (partenariat avec l’IPRES, l’agence nationale de la case des tout-petits, l'ONG Human Appeal International, etc.)

#### Express Mail Service (EMS) Sénégal
EMS Sénégal fait partie d’une marque mondiale qui représente le service postal accéléré d’envoi et de livraison. Elle est présente dans près de 200 pays et territoires dans le monde avec un service de suivi électronique de ses envois.
Le service EMS constitue le plus rapide des services postaux par moyens physiques. Il consiste en la collecte, au transport et à la distribution garantie dans de très courts délais des correspondances, documents ou marchandises.
EMS est spécialisée :
- Dans l’acheminement du courrier accéléré national et international ;
- Le port dû ;
- Le fret aérien et maritime ;
- L’assurance.